# 富阳客运中心站
富阳客运中心站是杭州地铁6号线的一个车站，位于中华人民共和国浙江省杭州市富阳区银湖街道G320国道与X426县道交叉口东侧地块，于2020年12月30日开通运营。

## 车站结构
富阳客运中心站为地下一层双岛式车站，总长约481.65米。站厅位于地面一层，设有4个出入口。站台位于地下一层，中间设有一根存车线用于列车停放。车站东侧接宋家塘车辆段出入段线。此站为杭州地铁第二座半地下车站（第一座为5号线姑娘桥站）。

### 楼层分布
| 1层  | 站厅                               | 出入口、自动售票机、客服中心、安检通道、车站控制室 |                                      |  |
| -1層 |                                    | 6号线 往桂花西路方向（下一站：高桥）               | 6号线 往桂花西路方向（下一站：高桥） |  |
| -1層 | 島式站台，左侧车门将会打开         |                                                    |                                      |  |
| -1層 | 故障列车存车线                     |                                                    |                                      |  |
| -1層 | 島式站台，左侧车门将会打开         |                                                    |                                      |  |
| -1層 | 6号线 往枸桔弄方向（下一站：受降） |                                                    |                                      |  |

## 出入口
| 编号                                          | 出口标识            | 建议前往的目的地 |
| --------------------------------------------- | ------------------- | ---------------- |
| A · （暂未开通）                              | 银湖绿道            |                  |
| B · （暂未开通）                              | 郜村村党群服务中心  |                  |
| C                                             | G320国道北侧        |                  |
| D                                             | G320国道北侧 黄沙畈 |                  |
| 註： 设有卫生间 \| 设有无障碍设施 \| 设有电梯 |                     |                  |

## 图集

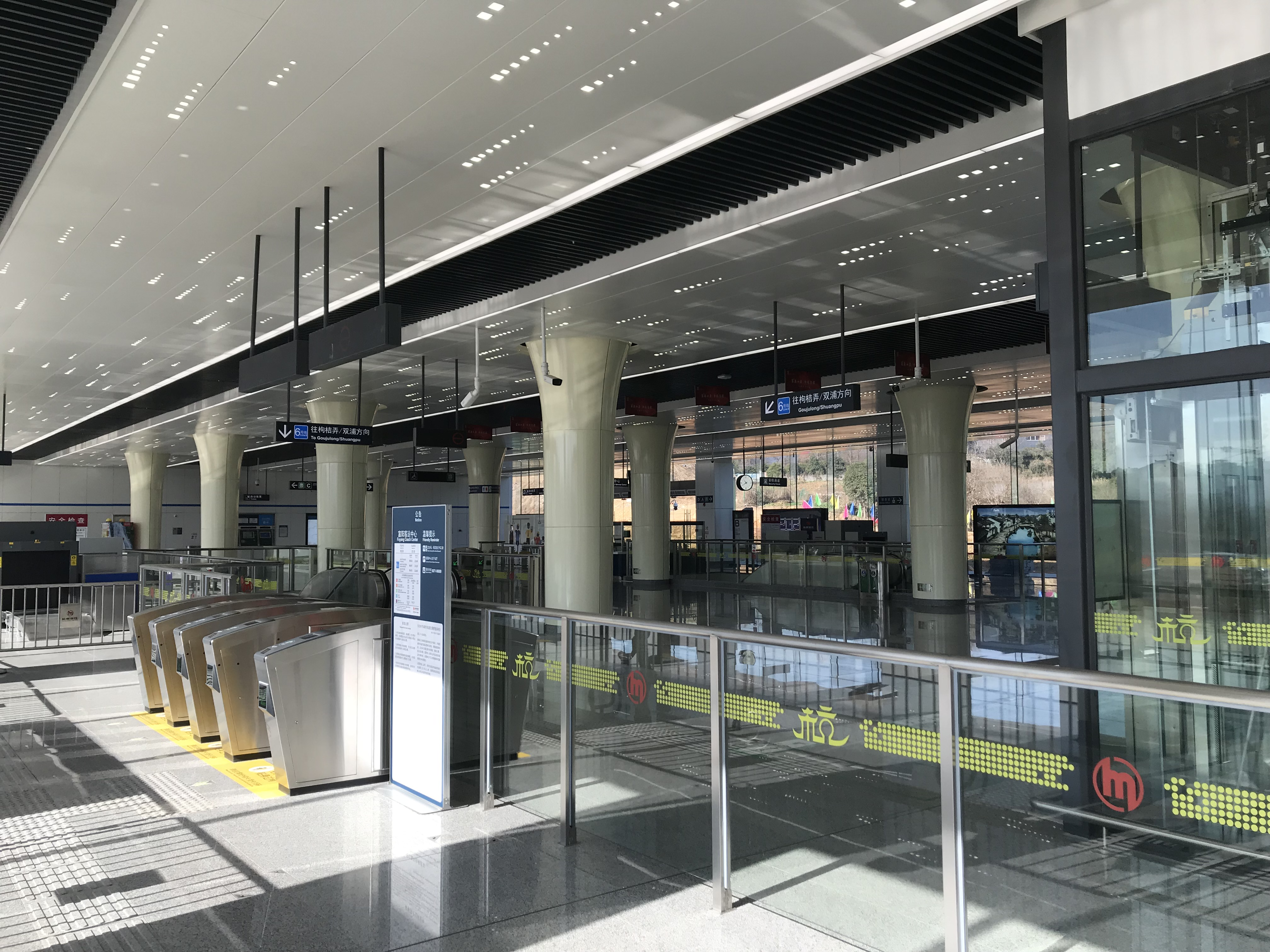
站厅
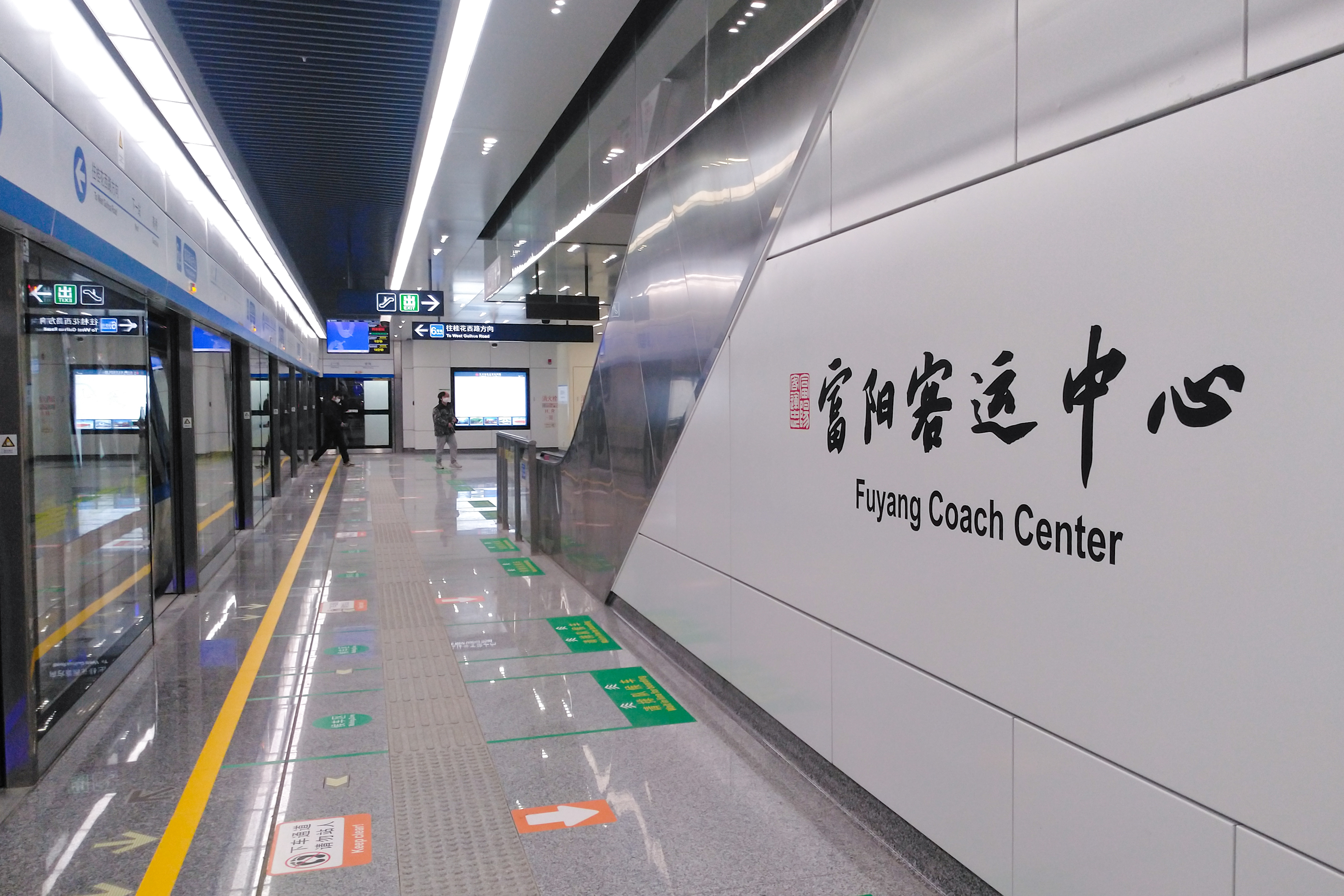
大字壁
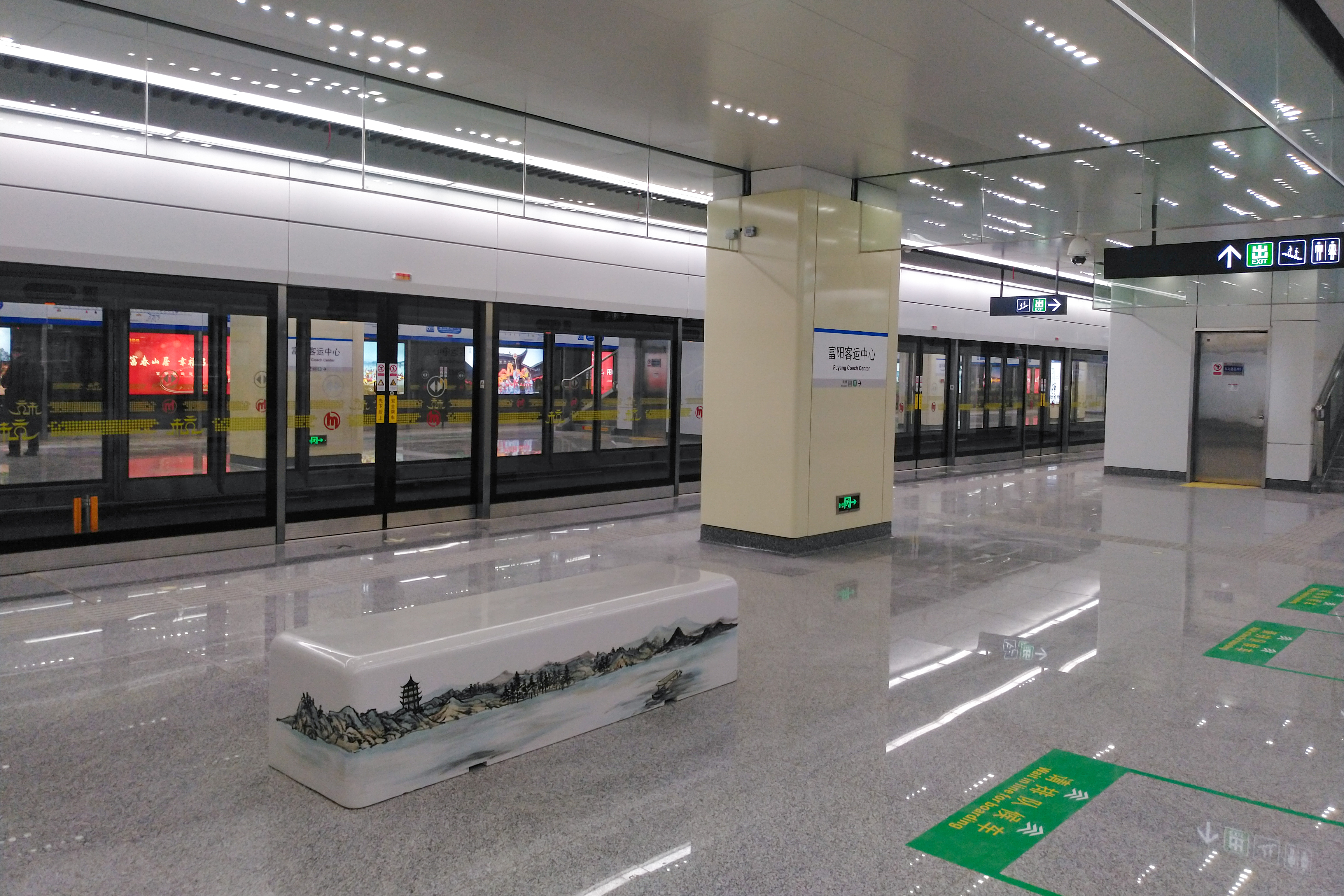
站台，中间为故障列车存车线，不提供列车服务